# Нижні Ладичковці
Нижні Ладичковці або Нижні Ладичківці (словац. Nižné Ladičkovce) — село в Словаччині, Гуменському окрузі Пряшівського краю. Розташоване в північно-східній частині Словаччини в південній частині Низьких Бескид в долині Любішки, притоки Лабірця.
Уперше згадується у 1478 році.
У селі є римо-католицький костел з 1769 року в стилі бароко.

## Населення
| Рік:            | 1994. | 2004.   | 2014.   | 2024.   |
| --------------- | ----- | ------- | ------- | ------- |
| Кількість осіб: | 344   | 365     | 353     | 321     |
| Різниця:        |       | +6,10 % | -3,28 % | -9,06 % |

| Рік:            | 2023. | 2024.   |
| --------------- | ----- | ------- |
| Кількість осіб: | 325   | 321     |
| Різниця:        |       | -1,23 % |

У селі проживає 349 осіб.
Національний склад населення (за даними останнього перепису населення — 2001 року):
- словаки — 99,73 %,
- чехи — 0,27 %.

Склад населення за приналежністю до релігії станом на 2001 рік:
- римо-католики — 98,39 %,
- греко-католики — 0,81 %,
- протестанти — 0,27 %,
- не вважають себе вірянами або не належать до жодної вищезгаданої конфесії — 0,54 %.